# Vòng loại Giải vô địch bóng đá thế giới 1986 (play-off liên lục địa)
Vòng loại Giải vô địch bóng đá thế giới 1986 (play-off liên lục địa) là giai đoạn cuối của Vòng loại Giải vô địch bóng đá thế giới (FIA World Cup) 1986. Tại đây, hai đội đến từ hai liên đoàn bóng đá châu lục khác nhau sẽ tranh tài để giành lấy tấm vé thứ 24 (tấm vé cuối cùng) tham dự FIFA World Cup 1986 tại Mexico.
Hai đội tranh tài là Scotland (UEFA) và Úc (OFC). Hai trận đấu diễn ra lần lượt tại Glasgow (Scotland) và Melbourne (Úc) theo thể thức sân nhà và sân khách.

## Tổng quan

### Tóm tắt
Scotland giành quyền vào vòng này khi đứng nhì bảng đấu tại vòng loại khu vực châu Âu (sau Tây Ban Nha). Còn Úc góp mặt tại đây khi đứng đầu bảng đấu khu vực châu Đại Dương.

### Xếp hạng chung cuộc trước khi đến vòng này
| Đội         | ST | T | H | B | BT | BB | HS | Đ |
| ----------- | -- | - | - | - | -- | -- | -- | - |
| Tây Ban Nha | 6  | 4 | 0 | 2 | 9  | 8  | 1  | 8 |
| Scotland    | 6  | 3 | 1 | 2 | 8  | 4  | 4  | 7 |
| Wales       | 6  | 3 | 1 | 2 | 7  | 6  | 1  | 7 |
| Iceland     | 6  | 1 | 0 | 5 | 4  | 10 | −6 | 2 |

| Đội               | ST | T | H | B | BT | BB | HS  | Đ  |
| ----------------- | -- | - | - | - | -- | -- | --- | -- |
| Úc                | 6  | 4 | 2 | 0 | 20 | 2  | 18  | 10 |
| Israel            | 6  | 3 | 1 | 2 | 17 | 6  | 11  | 7  |
| New Zealand       | 6  | 3 | 1 | 2 | 13 | 7  | 6   | 7  |
| Đài Bắc Trung Hoa | 6  | 0 | 0 | 6 | 1  | 36 | −35 | 0  |

## Trận đấu

### Tóm tắt
Ở trận lượt đi, Scotland vươn lên dẫn trước ở phút thứ 53, sau đó nhân đôi cách biệt vào phút thứ 59. Tỷ số 2−0 nghiêng về Scotland được giữ cho đến hết trận đấu. Ở trận lượt về, hai đội không ghi được bàn thắng nào.
Với tổng tỷ số 2−0, Scotland là đội cuối cùng giành quyền góp mặt tại FIFA World Cup 1986.

### Lượt đi
| Scotland                   | 2–0    | Úc |
| -------------------------- | ------ | -- |
| Cooper 53' · McAvennie 59' | Report |    |

| Scotland | Australia |

| GK               | 1  | Jim Leighton (Aberdeen)             |
| DF               | 2  | Steve Nicol (Liverpool)             |
| DF               | 5  | Alex McLeish (Aberdeen)             |
| DF               | 6  | Willie Miller (Aberdeen)            |
| DF               | 3  | Maurice Malpas (Dundee United)      |
| MF               | 8  | Gordon Strachan (Manchester United) |
| MF               | 4  | Graeme Souness (c) (Sampdoria)      |
| MF               | 10 | Roy Aitken (Celtic)                 |
| MF               | 11 | Davie Cooper (Rangers)              |
| FW               | 7  | Kenny Dalglish (Liverpool)          |
| FW               | 9  | Frank McAvennie (West Ham United)   |
| Thay người:      |    |                                     |
|                  |    |                                     |
| Huấn luyện viên: |    |                                     |
| Alex Ferguson    |    |                                     |

| GK               | 1  | Terry Greedy (St. George)            |
| DF               | 2  | Alan Davidson (Unattached)           |
| DF               | 3  | Graham Jennings (Sydney Olympic)     |
| DF               | 4  | Charlie Yankos (Heidelberg United)   |
| DF               | 5  | David Ratcliffe (St. George)         |
| DF               | 6  | Steve O'Connor (Sydney City)         |
| MF               | 7  | Joe Watson (Sydney City)             |
| FW               | 8  | Kenny Murphy (South Melbourne)       |
| MF               | 9  | Oscar Crino (Anorthosis Famagusta)   |
| FW               | 10 | David Mitchell (Eintracht Frankfurt) |
| FW               | 11 | John Kosmina (Sydney City)           |
| Thay người:      |    |                                      |
|                  |    |                                      |
| Huấn luyện viên: |    |                                      |
| Frank Arok       |    |                                      |

| TRỢ LÝ TRỌNG TÀI - Ivan Gregr (Tiệp Khắc) - Josef Poncek (Tiệp Khắc) | QUY LUẬT - Diễn ra trong 90 phút (không tính thời gian nghỉ giữa hiệp) - Mỗi đội có quyền thay tối đa 2 cầu thủ |

### Lượt về
| Úc | 0–0    | Scotland |
| -- | ------ | -------- |
|    | Report |          |

| Australia | Scotland |

| GK               | 1  | Terry Greedy (St. George)            |
| DF               | 2  | Alan Davidson (Unattached)           |
| DF               | 3  | Graham Jennings (Sydney Olympic)     |
| DF               | 4  | Charlie Yankos (Heidelberg United)   |
| DF               | 5  | David Ratcliffe (St. George)         |
| DF               | 6  | Robbie Dunn (Preston Makedonia)      |
| MF               | 7  | Jim Patikas (Sydney Croatia)         |
| FW               | 8  | Kenny Murphy (South Melbourne)       |
| MF               | 9  | Oscar Crino (Anorthosis Famagusta)   |
| FW               | 10 | David Mitchell (Eintracht Frankfurt) |
| FW               | 11 | John Kosmina (Sydney City)           |
| Thay người:      |    |                                      |
|                  |    |                                      |
| Huấn luyện viên: |    |                                      |
| Frank Arok       |    |                                      |

| GK               | 1  | Jim Leighton (Aberdeen)           |
| DF               | 2  | Richard Gough (Dundee United)     |
| DF               | 5  | Alex McLeish (Aberdeen)           |
| DF               | 6  | Willie Miller (Aberdeen)          |
| DF               | 3  | Maurice Malpas (Dundee United)    |
| MF               | 8  | Paul McStay (Celtic)              |
| MF               | 4  | Graeme Souness (c) (Sampdoria)    |
| MF               | 10 | Roy Aitken (Celtic)               |
| MF               | 11 | Davie Cooper (Rangers)            |
| FW               | 7  | David Speedie (Chelsea)           |
| FW               | 9  | Frank McAvennie (West Ham United) |
| Thay người:      |    |                                   |
|                  |    |                                   |
| Huấn luyện viên: |    |                                   |
| Alex Ferguson    |    |                                   |

| TRỢ LÝ TRỌNG TÀI - Romualdo Arppi Filho (Brasil) - Carlos Felix Ferreira (Brasil) | QUY LUẬT - Diễn ra trong 90 phút (không tính thời gian nghỉ giữa hiệp) - Nếu cần thiết sẽ có thêm 30 phút hiệp phụ - Nếu chưa phân định thắng thua sẽ vào loạt sút luân lưu (penalty) - Mỗi đội có quyền thay tối đa 2 cầu thủ |

## Sau trận đấu
Tại FIFA World Cup 1986, Scotland được bốc thăm vào bảng E với Tây Đức, Uruguay và Đan Mạch. Scotland bị loại ngay vòng bảng với kết quả hòa 1 trận (Uruguay) và thua 2 trận (Đan Mạch và Tây Đức).